# うつぶし
『うつぶし』は、日本の小説家隼見果奈による小説である。
2012年、筑摩書房と東京都三鷹市が共催する第28回太宰治賞を受賞する。同年、書き下ろし短編『海とも夜とも違う青』を併録した単行本『うつぶし』が筑摩書房より刊行される。装幀は、緒方修一による。装画は、コンドウカヨによる。
小説家の小川洋子は、「人間としての他者とのつながりは弱い主人公が、鶏との密接な関係の中で、鶏の凶暴さに影響されて自分の暴力の予感におびえるという設定がユニークで面白いと思った」と評価している。詩人の荒川洋治は、「文学的な密度、完成度は高い」「養鶏場での鶏との暮らしや労働現場が緻密に鋭く描かれている」と評価している。

## あらすじ
『うつぶし』
雛子の父は、オグシチャボというニワトリを育てる〈ミドリ養鶏場〉を築いた。雛子はそこで育ち、高校を卒業してからは、その養鶏場で働いている。半年ほど前に、山岸という中年の男性が、「オグシチャボの養鶏がしたい」と訪ねてきた。下腹部が膨らんでおり、「子どもが産まれる」と話す山岸は、見習いとして養鶏場で働くことになる。
『海とも夜とも違う青』
写真部のサークルに所属している女子大学生の早耶子は、教職課程をとっており、桐野という女性に説得されて、彼女の息子で不登校児童である詩朗の家庭教師として働くことになる。詩朗は、青い身体をもつ〈ツヴェルギン〉という名前の獣を飼っていた。

## 主な登場人物
『うつぶし』
雛子
25歳。養鶏場に勤めている。
山岸
中年男性。
『海とも夜とも違う青』
詩朗
不登校児童。
早耶子
女子大学生。
桐野
詩朗の母。